# Оператор на Хамилтон
Хамилтоновият оператор представлява трансформация на Лежандр спрямо оператора на Лагранж. Въведен е през 1833 година от Уилям Роуън Хамилтон и позволява нов поглед върху класическата механика.
{\displaystyle H\left(q_{j},p_{j},t\right)=\sum _{i}{\dot {q}}_{i}p_{i}-L(q_{j},{\dot {q}}_{j},t)}
Ако трансформираме уравненията, чрез дефиниране на координатна система, независима от времето t, може да се покаже че H е равен на общата енергия: E = T + V.
H = T + V, Т – кинетична енергия, V – потенциална енергия

## Математическа дефиниция
От математическа гледна точка една нелинейна динамична система е Хамилтонова, ако се задава от 2N на брой обикновени диференциални уравнения от първи ред със симплетична структура:
{\displaystyle {\dot {p_{i}}}=-{\partial {H} \over \partial {q_{i}}},{\dot {q_{i}}}=-{\partial {H} \over \partial {p_{i}}},i=1,2,3\dots ,N} и {\displaystyle p(t)=(p_{1},p_{2},\dots ,p_{N}),\ q(t)=(q_{1},q_{2},\dots ,q_{N})}.
Всяка двойка {\displaystyle (p_{i},q_{i})} е степен на свобода, така че като цяло системата е с N степени на свобода. Скаларната функция {\displaystyle H=H(p(t),q(t);t)} определя напълно системата и се нарича Хамилтониан. Зависимостта на системата от времето (t) я прави неавтономна {\displaystyle ({\partial {H}/\partial {t}}\neq 0)} и добавя още една степен на свобода (N+1), или половин (N+1/2), ако зависимостта от t е периодична. Нередки са случаите, когато системата е автономна.
Да разгледаме диференциала на Н:
{\displaystyle {\begin{matrix}dH&=&\sum _{i}\left[\left({\partial H \over \partial q_{i}}\right)dq_{i}+\left({\partial H \over \partial p_{i}}\right)dp_{i}\right]+\left({\partial H \over \partial t}\right)dt\qquad \qquad \quad \quad \\\\&=&\sum _{i}\left[{\dot {q}}_{i}\,dp_{i}+p_{i}\,d{\dot {q}}_{i}-\left({\partial L \over \partial q_{i}}\right)dq_{i}-\left({\partial L \over \partial {\dot {q}}_{i}}\right)d{\dot {q}}_{i}\right]-\left({\partial L \over \partial t}\right)dt\end{matrix}}}
Замествайки моментите на движението със съответните коефициенти получаваме Каноничното равенство на Хамилтон:
{\displaystyle {\partial H \over \partial q_{i}}=-{\dot {p}}_{i},\qquad {\partial H \over \partial p_{i}}={\dot {q}}_{j},\qquad {\partial H \over \partial t}=-{\partial L \over \partial t}}
Хамилтоновото уравнение е диференциално уравнение от първи ред и това улеснява решаването му, докато уравнението на Лагранж е от втори ред. Но основното предимство на Хамилтоновото уравнение е в това че оператора на Хамилтон по-добре отговаря и описва физическата същност на движението.
В крайна сметка резултатът, който получаваме и при Лагранж и при Хамилтон е един и същ, все пак спестяваме малко труд при решението на уравненията. Въвеждането на оператора на Хамилтон позволява по-задълбочено изследване на основните принципи на класическата механика.